# Antikapitalistiki Aristeri Synergasia gia tin Anatropi
Die Antikapitalistische Linke Zusammenarbeit für den Umsturz (griechisch Αντικαπιταλιστική Αριστερή Συνεργασία για την Ανατροπή, Antikapitalistiki Aristeri Synergasia gia tin Anatropi) ist ein Bündnis von linksradikalen Organisationen in Griechenland. Die übliche Abkürzung ANTARSYA (griechisch ΑΝΤ.ΑΡ.ΣΥ.Α.) bedeutet Meuterei. ANTARSYA wurde am 22. März 2009 von zehn Organisationen und einigen Unabhängigen in Athen gegründet. Diese Organisationen kommen aus verschiedenen linken Traditionen und Richtungen. Das Bündnis wird im Vergleich zur Kommunistischen Partei Griechenlands (KKE) als flexibler und aktivistischer eingeschätzt.

## Mitglieder
Diese Organisationen sind Mitglied bei ANTARSYA:
- Alternative Ökologen
- Kommunistische Erneuerung (K. AN.)
- Unabhängige kommunistische Organisation Serres (ΑΚΟΣ)
- Linke Gruppe (A. S.)
- Neue linke Strömung (NAR)
- Organisation der kommunistischen Internationalisten Griechenlands(OKDE–Spartakos), griechische Sektion der Vierten Internationale (Vereinigtes Sekretariat)
- Revolutionäre kommunistische Bewegung von Griechenland (EKKE)
- Sozialistische Arbeiterpartei (SEK)
- Jugend der kommunistischen Befreiung (nΚΑ)

Die „Organisation kommunistischer Internationalisten von Griechenland“ (Organosi Kommouniston Diethniston Elladas) war Mitbegründerin des Bündnisses, verließ es aber wieder am 18. Mai 2009.
Die Gruppen Linke Neuzusammensetzung (ARAN) und die Linke antikapitalistische Gruppe (ARAS) waren seit der Entstehung Teil des Bündnisses, schieden aber August 2015 aus und schlossen sich Laiki Enotita an.

## Programm
ANTARSYA sieht als Zukunftsperspektive den Kommunismus, den sie über den Sozialismus erreichen möchte. Die Wirtschaftskrise in Griechenland bewertet sie als grundlegende Krise des Kapitalismus. Das Bündnis lehnt alle Sparmaßnahmen der griechischen Regierung ab, die in den letzten Jahren ergriffen wurden und fordert die komplette Streichung der griechischen Schulden. ANTARSYA setzt sich zudem auch radikal gegen die europäische Union ein und fordert deren Ende, ist aber gegen einen alleinigen Austritt Griechenlands aus dem Euro. ANTARSYA strebt aber eine Wirtschafts- und Sozialpolitik an, die mit dem verbleiben in der Eurozone nicht vereinbar ist.
Ihre tagespolitischen Forderungen sind das Verbot aller Entlassungen, ein Mindestlohn von 1400 €, drastische Kürzung der Arbeitszeit, Verstaatlichung von Banken und Großunternehmen und Arbeitslosengeld in Höhe des Mindestlohns.

## Geschichte
ANTARSYA gründete sich am 22. März 2009 im Zuge der Ausschreitungen und Demonstrationen von 2008 (von ANTARSYA als Rebellion bezeichnet), nach dem Tod von Alexandros Grigoropoulos. Die Gründung fand auf einem Kongress mit über 1000 Teilnehmern statt, mit mehreren Parteien und Aktivisten.
ANTARSYA nahm das erste Mal bei der Europawahl in Griechenland 2009 an Wahlen teil. Sie erhielt 21.951 Stimmen und damit 0,43 %. Darauf folgend trat das Bündnis auch zur Parlamentswahl in Griechenland 2009 an. Dort erhielt es 24.737 Stimmen (0,36 %), was einem Gewinn von knapp 3000 Stimmen gegenüber der Europawahl entspricht. Im Mittelpunkt der Wahlkampagne von ANTARSYA stand die ökonomische Krise und darauf passende Antworten auf Basis von Arbeiterrechten. Darauf folgte eine Teilnahme an den griechischen Kommunalwahlen 2010, bei der sie sich deutlich steigern konnte und insgesamt 96,959 Stimmen erhielt, was landesweit 1,80 % entspricht.
Bei den Neuwahlen zum Griechischen Parlament im Mai 2012 erhielt ANTARSYA 75.428 Stimmen (1,19 %). Da sich die ins Parlament gewählte Parteien auf keine Regierungskoalition verständigen konnten, kam es im Juni zu Neuwahlen. Bei diesen bestand den Umfrageergebnissen zufolge die reale Möglichkeit, dass die linke Partei SYRIZA stärkste Partei im Parlament werden konnte. Deshalb war der erneute Wahlantritt von ANTARSYA auch intern umstritten. Das Bündnis trat dennoch zur Parlamentswahl in Griechenland Juni 2012 an, verschlechterte sich aber deutlich mit einem Ergebnis von 20.389 Stimmen und damit 0,33 %.
Nach der Erklärung von Neuwahlen für September 2015, entschloss sich eine Mehrheit von ANTARSYA für eine erneute Wahlbeteiligung. Daraufhin traten die Gruppen Linke Neuzusammensetzung (ARAN) und die Linke antikapitalistische Gruppe (ARAS) aus und schlossen sich der neu entstandenen Abspaltung von Syriza, der Laiki Enotita (LAE) an. Die Revolutionäre Partei der ArbeiterInnen (EEK) kandidierte gemeinsam mit ANTARSYA auf einer Liste. Das Bündnis konnte das Wahlergebnis steigern, allerdings nicht so stark wie vorhergesagt.

## Wahlergebnisse
| 2009           | Europawahl     | 21,951   | 0,43 % | 0     |
| 2009           | Parlamentswahl | 24,737   | 0,36 % | 0     |
| 2010           | Regionalwahlen | 96,959   | 1,80 % | 7/725 |
| Mai 2012       | Parlamentswahl | 75.428   | 1,19 % | 0     |
| Juni 2012      | Parlamentswahl | 20.389   | 0,33 % | 0     |
| 2014           | Regionalwahlen | 128,154  | 2,27 % | 9/703 |
| 2014           | Europawahl     | 41,307   | 0,72 % | 0     |
| Januar 2015    | Parlamentswahl | 39.455   | 0,64 % | 0     |
| September 2015 | Parlamentswahl | 46.096 1 | 0,85 % | 0     |
| 2019           | Europawahl     | 36.327   | 0,64 % | 0     |
| 2019           | Parlamentswahl | 23.191   | 0,41 % | 0     |
| Mai 2023       | Parlamentswahl | 31.759   | 0,54 % | 0     |
| Juni 2023      | Parlamentswahl | 15.887   | 0,30 % | 0     |
| 2024           | Europawahl     | 20.603   | 0,52 % | 0     |